# Nicolas Brialmont
Pour les articles homonymes, voir Brialmont.
Nicolas François Edouard Brialmont, né le 9 janvier 1813 à Seraing et mort le 21 janvier 1881 à Liège, était un volontaire de 1830 et un général belge.

## Biographie

### Carrière
Après avoir participé, poussé par son frère Mathieu, à la révolution belge, il commence sa carrière militaire comme fourrier au 5e régiment de Ligne le 19 décembre 1830. Le 20 juin 1832, il est nommé sous-lieutenant.

Après avoir été élevé au grade de major, il devient aide de camp de son frère le 14 novembre 1845.

Préférant la vie du régiment à celle d'un état-major, il demande sa mutation pour le 10e régiment de Ligne dès qu'il est nommé capitaine de 2e classe.

Il finit sa carrière militaire comme major-général et commandant de la 3e brigade d'infanterie le 10 mars 1876.

### Vie privée
Il est le quatrième et plus jeune enfant légitime de Mathieu Brialmont et l'unique de Jeanne Cajot. Sa mère, alors âgée de 38 ans, est 28 ans plus jeune que son mari.

### Distinctions et honneurs
Classés par date :
- Chevalier de l'Ordre de Léopold par arrêté royal du 9 avril 1852 ;
- Décoré de la Croix Commémorative par arrêté royal du 14 mars 1859 ;
- Officier de l'Ordre de Léopold par arrêté royal du 17 août 1869 ;
- Commandeur de l'Ordre de Léopold par arrêté royal du 21 février 1876 ;
- Décoré de la Croix Commémorative des Volontaires de 1830 par arrêté royal du 23 septembre 1878.